# Adequate Intake
Der Adequate Intake (angemessene Aufnahmemenge bzw. Zufuhr, auch Adäquate Zufuhrmenge oder Adäquater Zufuhrwert) ist die durchschnittliche tägliche Zufuhrmenge eines Nährstoffes, die ausreicht, um den Bedarf einer gesunden Population zu decken. Es ist eine Ernährungsempfehlung, auf die man zurückgreift, falls nicht genügend Daten zur Berechnung der Recommended Daily Allowance vorliegen.